# Mac and Devin Go to High School
Pour plus de détails, voir Fiche technique et Distribution.
Mac and Devin Go to High School est un film américain de Dylan C. Brown sorti directement en vidéo en 2012.

## Synopsis
Dans un lycée de Los Angeles, les aventures de Devin Overstreet (Wiz Khalifa) et Mac Johnson (Snoop Dogg) nous emmènent avec humour dans le monde du cannabis. Devin le premier de la classe, et Mac le dealeur de l'école ne sont pas fait pour être amis, mais lorsqu'ils se retrouvent en binôme pour le projet de chimie de fin d'année, l'herbe les rapproche et leur fait vivre une grande aventure de fumette. De plus, ils rencontreront de farfelus camarades avec qui ils vivront des expériences inoubliables.

## Fiche technique
- Réalisation : Dylan C. Brown
- Scénario : Herschel Faber et Jamieson Stern, d'après une histoire de Jarrett Golding
- Photographie : Luis Panch Perez
- Production : Dylan C. Brown et Lucy Brown

Producteur associé : Kyle Schember
- Société de production : Yard Entertainment
- Distribution :  Anchor Bay Films
- Genre : Stoner comedy thriller
- Durée : 75 minutes
- Date de sortie :
  - États-Unis : 3 juillet 2012 (DVD / Blu-ray)
- Interdit aux moins de 12 ans avec avertissement et interdit aux moins de 16 lors de sa diffusion à la télévision

## Distribution
- Snoop Dogg (VF : Lucien Jean-Baptiste) : Mac Johnson
- Wiz Khalifa (VF : Jean-Michel Vaubien) : Devin Overstreet
- Mike Epps : M. Armstrong
- Teairra Mari (VF : Sylvie Jacob) : Mlle Huck
- Derek D. (VF : Jerome Wiggins) : Assistant Principal Skinfloot
- Luenell : Principal Cummings
- Teni Panosian (VF : Audrey Sablé) : Ashley
- Samantha Cope (VF : Vanessa Van-Geneugden) : Jasmine
- Kelly Pantaleoni (VF : Vanessa Van-Geneugden) : Jenny Billings
- Paul Iacono (VF : Yoann Sover) : Mahatma Chang Greenberg
- Andy Milonakis : Knees Down
- Mystikal (VF : Thierry Desroses) : Super Pétard
- Far East Movement : les étudiants en détention
- Andray Johnson : Bail Officer

## Bande originale
Discographie de Snoop Dogg
Doggumentary
(2011) Reincarnated
(2012)
Discographie de Wiz Khalifa
Rolling Papers
(2011) O.N.I.F.C.
(2012)
Singles
1. Young, Wild and Free
Sortie : 11 octobre 2011

Mac & Devin Go to High School est la bande originale du film éponyme et un album de Snoop Dogg et Wiz Khalifa, sorti le 13 décembre 2011.

### Liste des titres
| No  | Titre                                                                      | Auteur                                                             | Contient un (des) sample(s) de                                      | Durée |
| --- | -------------------------------------------------------------------------- | ------------------------------------------------------------------ | ------------------------------------------------------------------- | ----- |
| 1.  | Smokin' On (featuring Juicy J – Produit par Drumma Boy)                    | Calvin Broadus, Cameron Thomaz, Jordan Houston, Christopher Golson |                                                                     | 4:28  |
| 2.  | I Get Lifted (featuring LaToiya Williams – Produit par Warren G)           | Broadus, Thomaz, Warren Griffin                                    |                                                                     | 4:52  |
| 3.  | You Can Put it in a Zag, I’mma Put it in a Blunt (Produit par Exile)       | Broadus, Thomaz, Aleksander Manfredi                               | In the Rain des Dramatics                                           | 3:19  |
| 4.  | 6:30 (Produit par Nottz)                                                   | Broadus, Thomaz, Dominic Lamb                                      |                                                                     | 4:10  |
| 5.  | Talent Show (Produit par Jesse « Corparal » Wilson)                        | Broadus, Thomaz, Jesse Wilson, Anthony Reyes                       | Fancy Dancer des Commodores Back to Life (Acapella) de Soul II Soul | 4:35  |
| 6.  | Let's Go Study (Produit par Jake One)                                      | Broadus, Thomaz, Jacob Dutton                                      |                                                                     | 4:05  |
| 7.  | Young, Wild and Free (featuring Bruno Mars – Produit par The Smeezingtons) | Broadus, Thomaz, Peter Hernandez, Philip Lawrence, Ari Levine      | Sneakin' in the Back de Tom Scott and The L.A. Express              | 3:27  |
| 8.  | OG (featuring Curren$y – Produit par I.D. Labs)                            | Eric Dan, Jeremy Kulousek, Thomaz, Broadus, Shante Franklin        | We Have Love d'Amnesty                                              | 4:58  |
| 9.  | French Inhale (featuring Mike Posner – Produit par Jake One)               | Broadus, Thomaz, Dutton, Michael Posner                            | Groove With You des Isley Brothers                                  | 2:39  |
| 10. | It Could Be Easy (Produit par Larrance Dopson)                             | Broadus, Thomaz, Larrance Dopson, Lamar Edwards                    |                                                                     | 4:48  |
| 11. | World Class (Produit par Cardo)                                            | Broadus, Thomaz                                                    |                                                                     | 3:30  |
| 12. | That Good (Produit par Cardo)                                              | Broadus, Thomaz                                                    |                                                                     | 3:48  |

| 13. | High School (Produit par Neako)                               | Broadus, Thomaz, Nikko Bailey | 3:28 |
| 14. | Dev's Song (Pré-commandes uniquement – Produit par I.D. Labs) | Thomaz, Dan, Kulousek         | 4:30 |